# Корнелій Вікторин
Корнелій Вікторин (чеськ. Kornel Viktorin; нар. 1460 — пом. 21 вересня 1520) — чеський письменник-гуманіст, перекладач, правник часів гуситів та Ягеллонів.

## Життєпис
Походив з бюргерської родини з Вшегрда. Про батьків мало відомостей. замолоду перебрався до Прагу, де вчився у Карловому університеті. У 1483 році стає магістром вільних мистецтв, а у 1484 році обирається деканом університету.
У 1487 році залишає університет, більше займається вивченням чеського права. Водночас починає товаришувати з відомими чеським письменником та поетом Богуславом Газіштейном. Завдяки цьому та успіхам у правничій діяльності у 1492 році отримує титул лицаря з правом додати до прізвища додаток «з Вшегрду». У 1493 році влаштовується до окружного суду на посаду заступника голови суду, а згодом очолив суд. З цього моменту почав готувати збірку правничих норм з виписів місцевих судів. Публікація цієї праці повинна була спричинити позбавлення шляхти багатьох пільг, які вона привласнила. Тому представники місцевої шляхти домоглися від короля Владислав II звільнення Корнелія Вікторин із займаної посади. Проте Вікторин вже мав достатньо матеріалу, тому у 1499 році завершив свою працю.
Сконав Корнелій Вікторин з Вшегрду 21 вересня 1520 року у Празі під час епідемії моровиці.

## Творчість
Був прихильником ідей чеських братів. Внаслідок цього він наприкінці життя посварився із Богуславом Газіштейном. Відстоював ідеї гуманізму. Боровся за те, щоб твори виходили чеською мовою, а не латиною. Також сам перекладав старовинні тексти чеською мовою.

### Праці
- Книга про виправлення впавших — звертається до Іоанна Златоустого. У передмові виступає за те, що чеські письменники та вчені писали чеською.
- «Дев'ять книг про права землі чеської» — аналізує права містян та шляхти, при цьому стає на бік перших. При цьому посилається на судові документи, місцеві приписи. Застосував знання з римської юриспруденції, критично підходив до оцінки звичайного чеського права.
- «Приписи священника» — тут доводить, що гуситські священики повинні проповідувати не латиною, а чеською мовою.